# Мартин, Альваро
Альваро Мартин Уриоль (исп. Álvaro Martín Uriol; род. 18 июня 1994, Льерена, Эстремадура) — испанский легкоатлет, специалист по спортивной ходьбе. Выступает за сборную Испании по лёгкой атлетике с 2010 года, бронзовый призёр летних Олимпийских игр 2024 года, двукратный чемпион мира, двукратный чемпион Европы, победитель Кубка Европы в командном зачёте, многократный победитель и призёр первенств национального значения, участник трёх летних Олимпийских игр.

## Биография
Альваро Мартин родился 18 июня 1994 года в поселении Льерена, автономное сообщество Эстремадура.
Впервые заявил о себе на международном уровне в сезоне 2010 года, когда вошёл в состав испанской национальной сборной и выступил на летних юношеских Олимпийских играх в Сингапуре, где в зачёте ходьбы на 10 000 метров стал девятым.
В 2011 году в той же дисциплине показал восьмой результат на юношеском мировом первенстве в Лилле.
В 2012 году был пятым на домашнем юниорском мировом первенстве в Барселоне. Выполнив олимпийский квалификационный норматив (1:22:30), удостоился права защищать честь страны на летних Олимпийских играх в Лондоне — в итоге в дисциплине 20 км сошёл с дистанции.
В 2013 году на дистанции 10 000 метров выиграл бронзовую медаль на юниорском европейском первенстве в Риети, тогда как в ходьбе на 20 км занял 24-е место на чемпионате мира в Москве.
В 2014 году показал 19-й результат на Кубке мира в Тайцане, одержал победу на молодёжном средиземноморском первенстве в Обане, стал шестым на чемпионате Европы в Цюрихе.
В 2015 году в дисциплине 20 км получил серебро на молодёжном европейском первенстве в Таллине, занял 16-е место на чемпионате мира в Пекине.
На впервые проводившемся в 2016 году командном чемпионате мира по спортивной ходьбе в Риме взял бронзу в личном зачёте 20 км и вместе со своими соотечественниками стал шестым в командном зачёте. Имея результат выше олимпийского квалификационного норматива (1:24:00), благополучно прошёл отбор на Олимпийские игры в Рио-де-Жанейро — здесь в ходьбе на 20 км показал результат 1:22:11, расположившись в итоговом протоколе соревнований на 22-й строке.
В 2017 году участвовал в 20-километровых состязаниях на Кубке Европы в Подебрадах и на чемпионате мира в Лондоне, во втором случае пришёл к финишу восьмым.
В 2018 году занял восьмое место в личном зачёте на командном чемпионате мира в Тайцане, в то время как на чемпионате Европы в Берлине с результатом 1:20:42 превзошёл всех соперников и завоевал золотую награду.
На Кубке Европы 2019 года в Алитусе финишировал пятым в личном зачёте 20 км и тем самым помог соотечественникам выиграть командный зачёт. На чемпионате мира в Дохе занял 22-е место.
Принимал участие в Олимпийских играх 2020 года в Токио — в ходьбе на 20 км с результатом 1:21:46 стал четвёртым.
В 2023 году на чемпионате мира по лёгкой атлетике, который состоялся в Будапеште, испанский атлет, в спортивной ходьбе на 20 километров, с результатом 1:17:32 и лучшим временем сезона в мире, стал чемпионом мира. Через несколько дней на дистанции 35 километров испанец вновь стал чемпионом, выиграв с национальным рекордом 2:24:30.
На летних Олимпийских играх 2024 года в Париже, испанский атлет завоевал бронзовую олимпийскую медаль, преодолев дистанцию в 20 километров за 1:19:11.